# Stade raphaëlois
 (juillet 2025).
Si vous disposez d'ouvrages ou d'articles de référence ou si vous connaissez des sites web de qualité traitant du thème abordé ici, merci de compléter l'article en donnant les références utiles à sa vérifiabilité et en les liant à la section « Notes et références ».
Maillots
Le Stade raphaëlois est un ancien club de football français basé à Saint-Raphaël, fondé en 1905 et disparu en 2009 à la suite de la fusion avec leur voisin de l'ES Fréjus pour former l'Étoile Football Club Fréjus Saint-Raphaël.
L'âge d'or du club remonte avant la première guerre mondiale, avec en point d'orgue le championnat de France de l'USFSA remporté en 1912. Le club fait un retour au niveau national entre les années 80 et 2000.

## Historique
Fondé en 1905, le Stade Raphaëlois est champion USFSA de la Côte d'Azur en 1908. Les Raphaëlois prennent part aux phases finales du championnat de France. Ils écartent le FC Lyon en tour de recadrage le 1er mars 1908, mais s'inclinent 4-0 face à l'Olympique de Marseille le 8 mars 1908 en huitièmes de finale du championnat.
Saint-Raphaël s'impose comme le club phare sur la Côte d'Azur en enlevant tous les titres locaux jusqu'à la Grande Guerre, 1910 exclu (l'AS Cannes remporte le titre en 1910). En six participations au championnat de France, Saint-Raphaël enlève un titre national USFSA (1912). La finale de cette édition se joue au Stade du Matin à Colombes. Saint-Raphaël s'impose 2-1 après prolongation face aux Parisiens de l'Association Sportive Française. En 1914, l'aventure est stoppée en demi-finale au Stade de l'Huveaune à Marseille face à l'Olympique Sétois (3-1).
Après la Grande Guerre, Saint-Raphaël conserve une équipe de haut niveau qui s'illustre notamment en Coupe de France : demi-finaliste en 1927 et 1929, quart de finaliste en 1928 et 1930 et seizième de finaliste en 1926 et 1931. En championnat, le club emmené par le milieu de terrain Joseph Kaucsar se maintient parmi les six à huit formations constituant la dense Division d'Honneur du Sud Est. Le Stade est relégué en Promotion en juin 1931. Sa candidature n'est pas retenue par la FFF pour accéder au statut professionnel en juillet 1932. L'OGC Nice, qui reçoit le feu vert de la Fédération prend alors nettement l'ascendant régional sur le club raphaëlois qui doit se contenter des compétitions amateurs.
Le club officialise sa fusion avec l'Étoile sportive fréjusienne, club de CFA, le 16 mars 2009. Le nouveau club est l'Étoile Football Club Fréjus Saint-Raphaël, créé le 2 juin 2009.

## Palmarès
| Compétitions nationales | Compétitions régionales |
| --- | --- |
| - Championnat UFSA de France (1) - Champion en 1912 - Coupe de France - Demi-finale en 1927 et 1929 - Division 4 - Vice-champion en 1983 - Championnat de France amateur 2 (D5) - Vainqueur en 2002 (Gr. E), 2009 (Gr. E) | - Championnat USFSA de la Côte d’Azur - Champion en 1908, 1909, 1911, 1912, 1913 et 1914 - Championnat de Méditerranée (1) - Champion : 1980 |

## Personnalités célèbres du club

### Entraîneurs
- 1976-1983 :  Guy David
- 1983-1986 :  Christian Damiano
- 1988-1991 :  Serge Besnard
- 1997-2000 :  Dominique Veilex
- 2000-2001 : Guy Calleja
- 2004-2005 :  Éric Geraldes
- 2005-2007 :    Gaëtan Laclef
- 2007-2009 :   Thierry Malaspina

### Anciens joueurs
- David Andréani
- Paul Bahoken
- Alexandre Bonnot
- Roger Amalfitano
- Joseph Kaucsar
- Cédric Mouret
- Jean-Marc Pilorget
- Dado Pršo
- Kambel Seck
- Benjamin André
- Blairon Rodolphe

Voir aussi : Catégorie:Joueur du Stade raphaëlois